# سایتو یوشیتاتسو

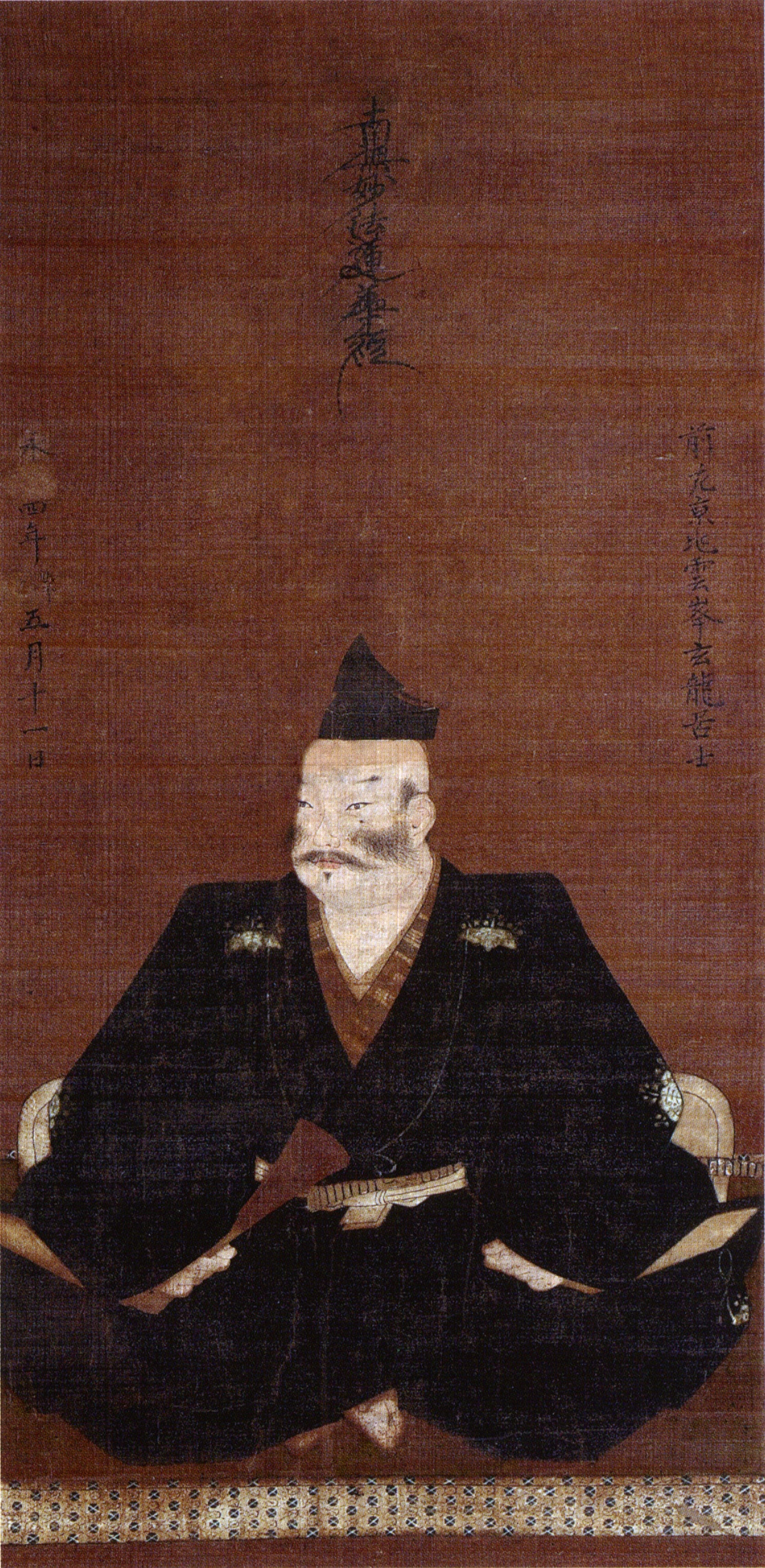
سایتو یوشیتاتسو

سایتو یوشیتاتسو (به ژاپنی: 斎藤 義龍 Saitō Yoshitatsu) (۸ ژوئیه ۱۵۲۷ – ۲۳ ژوئن ۱۵۶۱) یک سامورایی ژاپنی در دوره سنگوکو و پسر سایتو دوسان بود.